# Haukur Arnórsson
Haukur Arnórsson (ur. 17 kwietnia 1971 w Reykjavíku) – islandzki narciarz alpejski, dwukrotny olimpijczyk.

## Osiągnięcia

### Igrzyska olimpijskie
| Miejsce | Dzień     | Rok  | Miejscowość | Konkurencja | Czas biegu | Strata | Zwycięzca            |
| ------- | --------- | ---- | ----------- | ----------- | ---------- | ------ | -------------------- |
| DNF1    | 27 lutego | 1994 | Lillehammer | Slalom      | -          | -      | Thomas Stangassinger |
| DNF1    | 19 lutego | 1998 | Nagano      | Gigant      | -          | -      | Hermann Maier        |
| DNF1    | 21 lutego | 1998 | Nagano      | Slalom      | -          | -      | Hans Petter Buraas   |

### Mistrzostwa świata
| Miejsce | Dzień     | Rok  | Miejscowość   | Konkurencja | Czas biegu | Strata | Zwycięzca     |
| ------- | --------- | ---- | ------------- | ----------- | ---------- | ------ | ------------- |
| DNF1    | 23 lutego | 1996 | Sierra Nevada | Gigant      | -          | -      | Alberto Tomba |
| DNF1    | 25 lutego | 1996 | Sierra Nevada | Slalom      | -          | -      | Alberto Tomba |

### Mistrzostwa świata juniorów
| Miejsce | Dzień    | Rok  | Miejscowość | Konkurencja | Czas biegu  | Strata   | Zwycięzca           |
| ------- | -------- | ---- | ----------- | ----------- | ----------- | -------- | ------------------- |
| 54.     | 22 marca | 1990 | Zinal       | Supergigant | 1:35,69 min | +11,39 s | Kjetil André Aamodt |
| 55.     | 24 marca | 1990 | Zinal       | Gigant      | 2:35,34 min | +14,96 s | Lasse Kjus          |